# Église Santa Maria in Traspontina
L’église Santa-Maria-in-Traspontina (en italien, Chiesa di Santa Maria in Traspontina) est une église  titulaire catholique romaine, située à Rome, non loin du Vatican, dans le rione du Borgo, via della Conciliazione. C'est le siège d'une paroisse confiée à l'ordre du Carmel, comme le titre cardinal homonyme le confirme.
Le pape Sixte V a désigné l'église comme titre cardinalice le 13 avril 1587. Son actuel cardinal  est l'ancien archevêque de Québec, Marc Ouellet, qui soutient l'Opus Dei  et est le préfet de la Congrégation pour les évêques au sein de la Curie romaine. Il a été cardinal-prêtre de 2003 à 2018 et y a demeuré lorsqu'il a été coopté au rang suburbicaire.

## Histoire
La première église nommée Santa Maria in Traspontina se trouvait beaucoup plus près du Tibre que l'église actuelle, non loin du château Saint-Ange, et faisait face à la Porta Castello. Elle a été démolie sous le pontificat de Pie IV (1559-1565) pour dégager la ligne de feu des canons du château et pouvoir exercer le tir sur la colline du Janicule qui, autrement, aurait été cachée derrière l'église.
Elle fut rasée et déplacée sur l'autre rive du Tibre, non loin du pont Saint-Ange d'où, à l'exemple du Trastevere (de l'autre côté du Tibre), le qualificatif de « in Traspontina » (de l'autre côté du pont).
Les conceptions de Giovanni Sallustio Peruzzi (avec des contributions d'Ottaviano Nonni et de Francesco Peparelli) pour une église de remplacement étaient en place en 1566. Les officiers d'artillerie du pape insistèrent pour que son dôme soit aussi bas que possible pour éviter une récurrence du problème précédent. C'est pourquoi elle est la seule église de Rome dont le dôme ne repose pas sur un tambour. La nouvelle église a été érigée le long du côté nord du Borgo Nuovo, qui était à cette époque, et jusqu'à sa destruction en 1937, la rue principale du Borgo.
Les inscriptions trouvées à Santa Maria in Traspontina, source précieuse illustrant l'histoire de l'église, ont été rassemblées et publiées par Vincenzo Forcella.
Le 21 octobre 2019, Alexander Tschugguel et un complice ont volé cinq statues, apparemment de la déesse inca de la fertilité Pachamama, dans l'église et les ont jetées dans le Tibre. Les statues étaient exposées dans l'une des chapelles latérales de l'église dans le cadre d'un programme éducatif sur la culture amazonienne pendant le synode des évêques pan-amazoniens,.

## Architecture

### Ancienne Traspontina
Une petite fenêtre circulaire était placée face au fleuve. L'église possédait trois nefs : la nef centrale était plus haute que les nefs latérales. Elle devait mesurer 40 m de long pour 18 m de large.

### Nouvelle Traspontina
L'église a quatre chapelles de chaque côté de la nef. La première à droite, est dédiée à sainte Barbe, la patronne des artilleurs. Cette chapelle possède un retable de Santa Barbara (vers 1597) du Cavalier d'Arpin, et est ornée par des scènes de la vie de la sainte peintes à la fresque par Cesare Rossetti (1610–20). La deuxième chapelle possède une Extase de S. Canuto (1686) de Daniel Seiter, avec des fresques au plafond et des lunettes d'Alessandro Francesi. La quatrième chapelle a une Madone et saint Jean l'évangéliste (1587) de Cesare Conti avec des fresques de la Passion (1649) de Bernardino Gagliardi. La cinquième est dédiée à S. Alberto ; les fresques sont de Niccolò Circignani. La croisée de droite a une Apparition de la Trinité et trois saints (1639) de Giovanni Domenico Cerrini.
Le maître-autel baroque (1674) a été conçu par Carlo Fontana et possède une icône médiévale. Les statues (1695) autour de l'autel sont d'Alessandro Rondoni, Giacomo Antonio Lavaggi, Vincenzo Felici et Michel Maille.
Le chœur possède des toiles (1760) d'Angelo Papi, tandis que le plafond de la croisée de gauche (1697) a été décoré de fresques par Biagio Puccini. La cinquième chapelle à gauche a un retable de Giovanni Battista Ricci avec la Prédication de San Angelo Martire (1612) et des histoires du saint. La quatrième chapelle conserve une peinture de l'Extase de Santa Teresa (1698) d'Antonio Gherardi, tandis que la troisième a une Flagellation des saints Pierre et Paul de Ricci, et la deuxième Santa Elia avec saint Antoine Abbé et le bienheureux Franco da Siena peint par Giacinto Calandrucci.
L'église abrite trois orgues : dans le transept et sur les côtés du chœur, chacun sur une tribune spéciale, deux instruments ont été construits à partir de 1668 par Giuseppe Testa, tous deux ne fonctionnant pas, dont celui de droite qui a été modifié par la suite ; dans l'abside, par contre, se trouve l'orgue Mascioni opus 879, construit en 1966, à transmission électrique, avec 40 jeux sur deux claviers et pédalier.
Une chapelle contient les deux colonnes auxquelles Pierre et Paul auraient été liés avant leur martyre dans le cirque de Néron à proximité.
La nouvelle Traspontina est composée de blocs de travertin dont certains proviennent du Colisée. Elle comporte deux ordres architecturaux.
À côté de l'église se trouve l'Oratoire de la Doctrine Chrétienne, belle architecture de Nicola Michetti (1715 ).

## Galerie

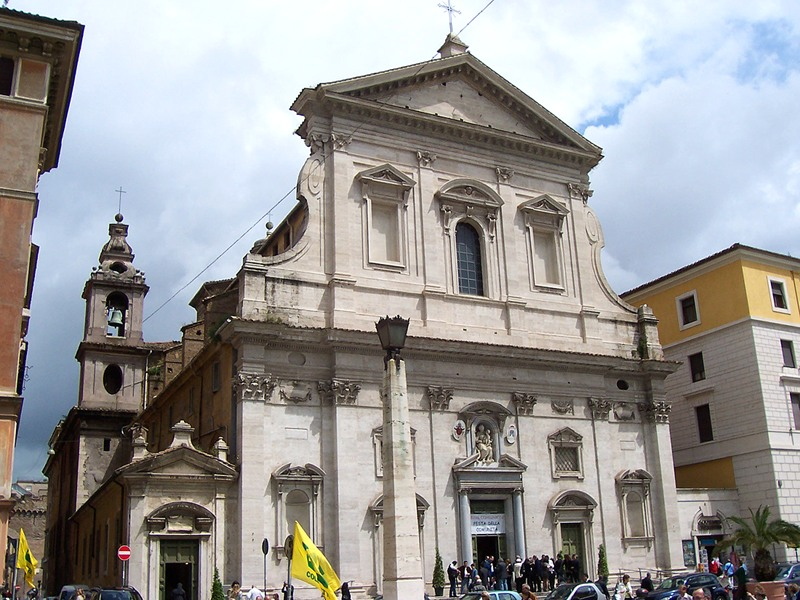
Vue générale.
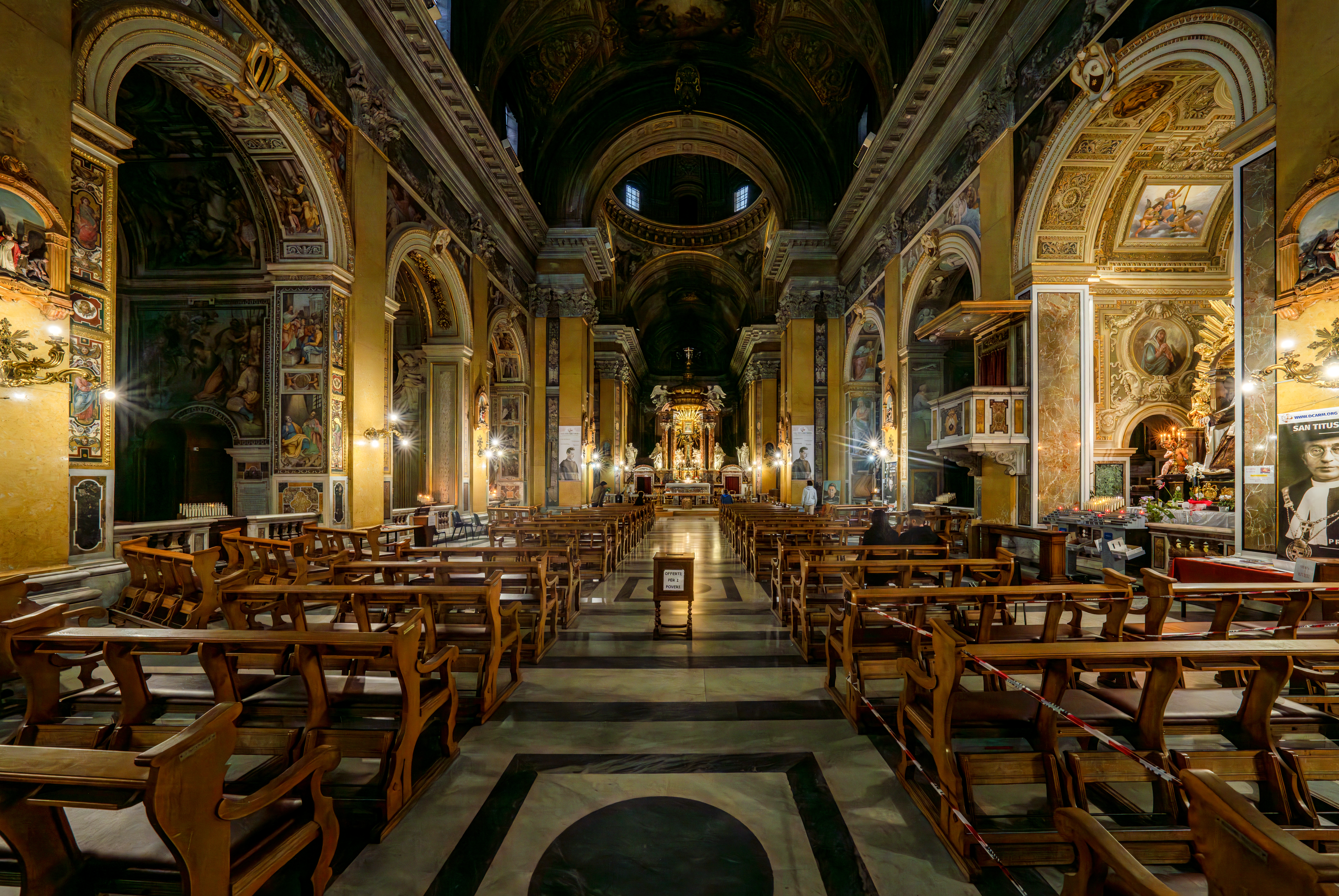
Intérieur.
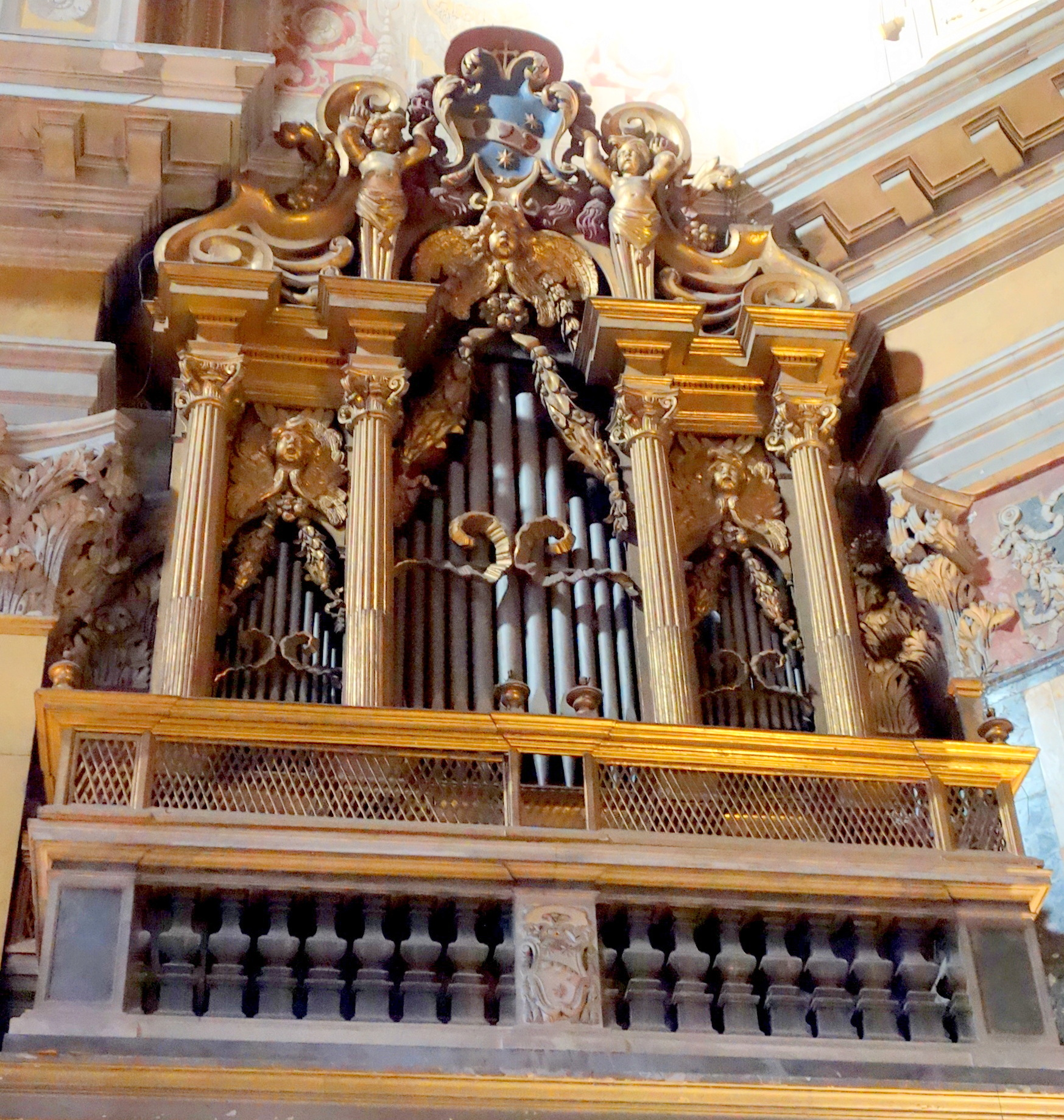
Orgue.
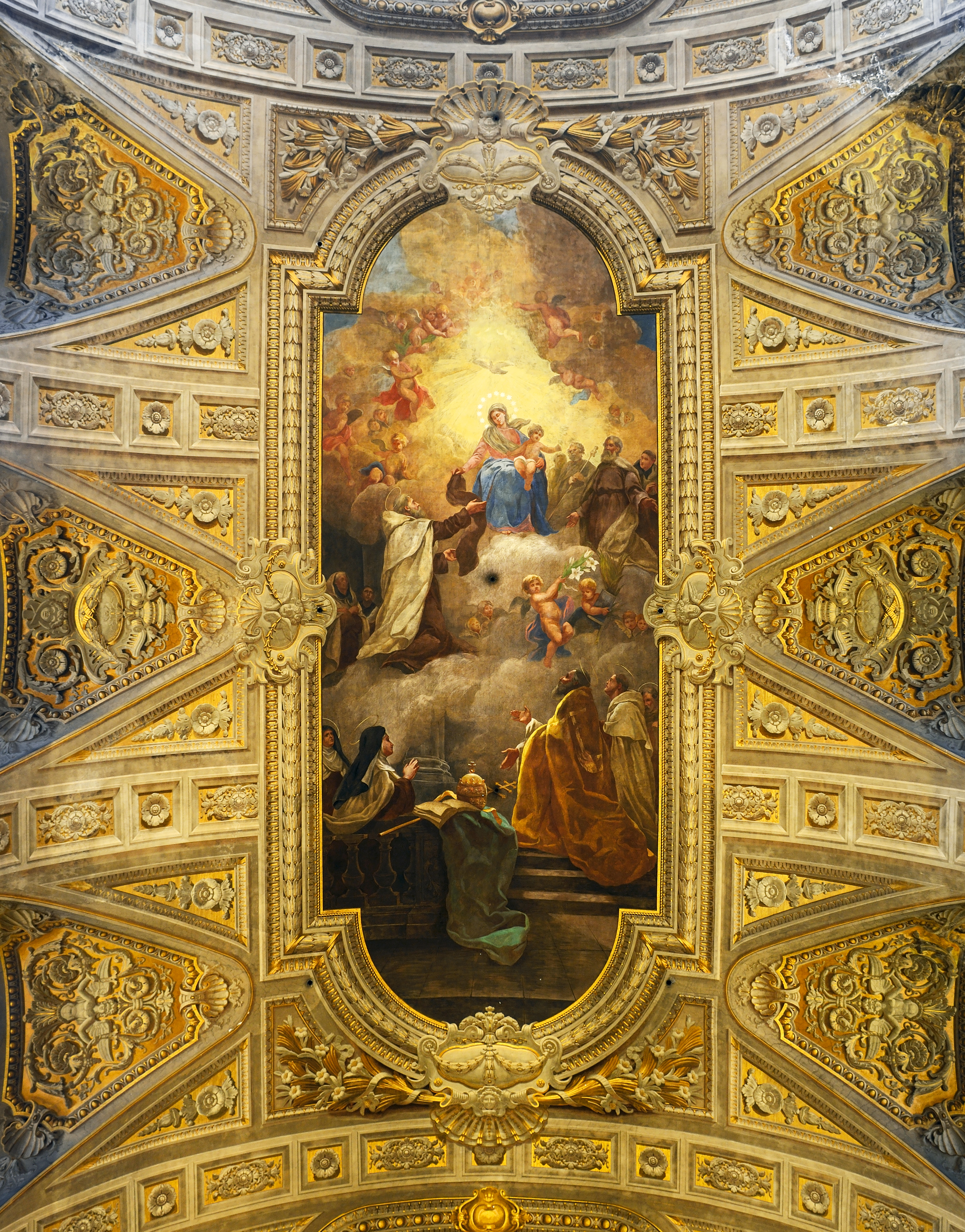
Plafond.
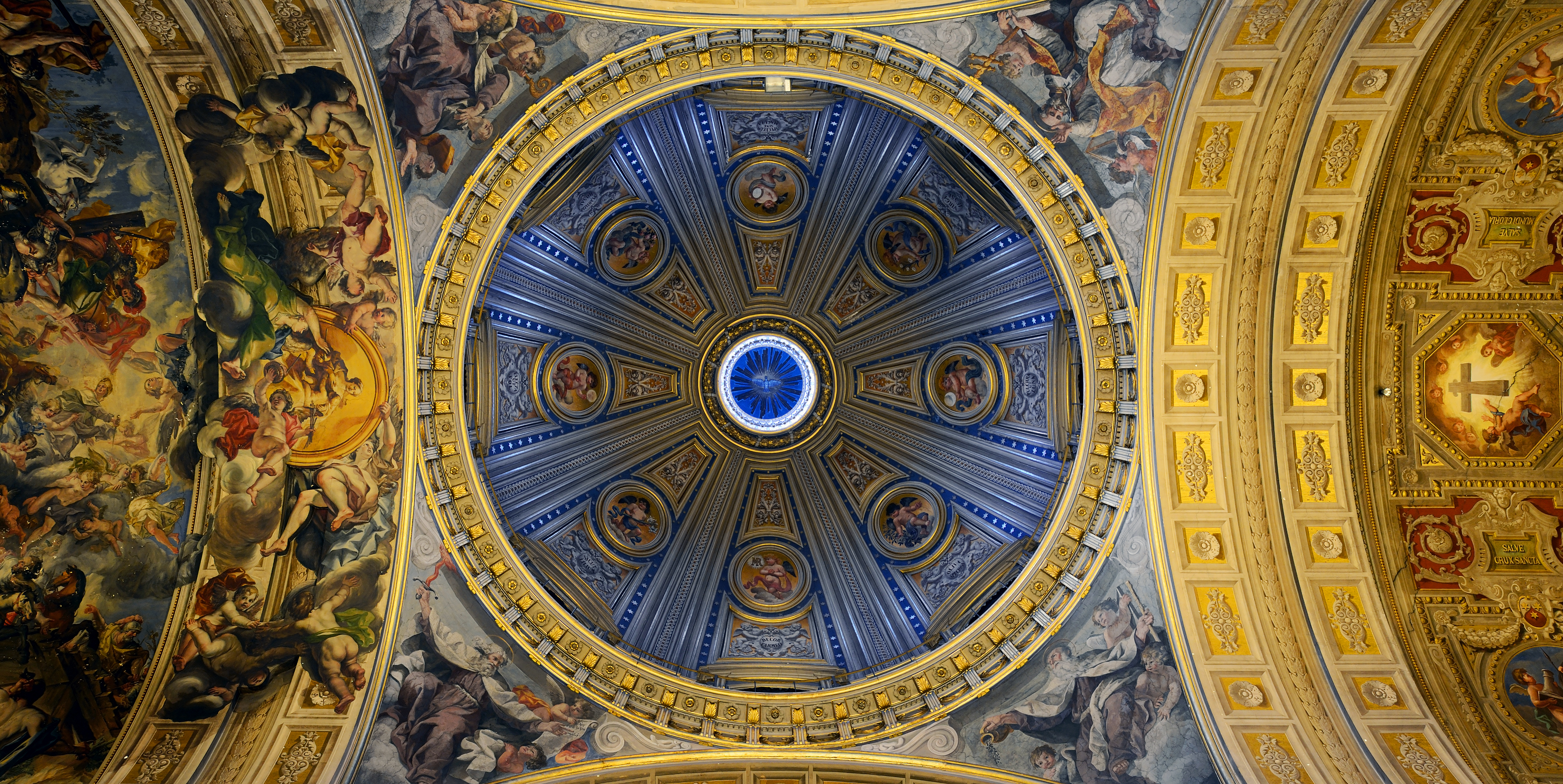
Coupole et plafond.

## Sources
- (en) Cet article est partiellement ou en totalité issu de l’article de Wikipédia en anglais intitulé « Santa Maria in Traspontina » (voir la liste des auteurs).

- (it) Cet article est partiellement ou en totalité issu de l’article de Wikipédia en italien intitulé « Chiesa di Santa Maria in Transpontina » (voir la liste des auteurs).